# Hexacylloepus subsulcatus
Hexacylloepus subsulcatus is een keversoort uit de familie beekkevers (Elmidae). De wetenschappelijke naam van de soort werd in 1889 gepubliceerd door Antoine Henri Grouvelle.